# Tornense flórajárás
A Tornense flórajárás az Északi-középhegységet felölelő  Matricum flóravidék egyik, Magyarország határain túlnyúló flórajárása. Magyarországi területét két tájegységre osztjuk:
- Cserehát (ami ebben az értelemben többé-kevésbé a Hernád és a Bódva közti terület,
- Aggteleki-karszt, beleértve
  - a Rudabányai-hegységet, a
  - a Bódván átnyúló Szendrői-hegységet és
  - a Bódva túlpartján a Szalonnai-karsztot is.

Az Aggteleki-karszt valójában nem önálló természetföldrajzi, illetve növényföldrajzi egység, hanem csak a Gömör–Tornai-karszt magyarországi része. A tájegység Szlovákiában folytatódik, ezért magyarországi részét a növényföldrajzosok gyakran Tornai-karsztnak nevezik.

## Földtana, természetföldrajza
Ez a flórajárás gyakorlatilag a Hernád és a Sajó közötti, háromszög alakú folyóköz köztes (dombvidéki) területeire terjed ki. Két tájegységének földtani felépítése jelentősen különbözik:
- Az Aggteleki-karszton (mint neve is mutatja) alapvetően többé-kevésbé karsztosodó mészköveket találunk. Ezek anyaga a földtörténeti középkorban ülepedett le: nagy többségük a triász, kisebb részük a jura időszakban. A legjobban a középső, illetve felső triász korú, vastagpados mészkövek karsztosodnak, a legkevésbé az alsó triász korú, lemezes, agyagos mészkő. A perm és a triász időszakok határán leülepedett homokkövek és egyéb törmelékes üledékek főleg a Rudabányai-hegységben bukkannak felszínre. Az északi részeken a mészkő többnyire a felszínen van; ez a nyílt karszt, amit dél felé fokozatosan fiatal üledékekkel borított fedett karszt vált föl. A karszttól nyugatra és délre, a Sajó felé fokozatosan ereszkedő, fiatal törmelékes üledékekből álló dombokat (a Borsodi-dombság keleti részét) a közöttük elterülő laposokkal már a Bükk-vidéket is magába foglaló Borsodense flórajáráshoz sorolják.
- A Cserehátban szinte mindenütt a földtörténet harmadkorában, a miocén időszakban lerakódott, törmelékes üledékeket találunk a felszínen; alóluk az idősebb, többnyire átalakult kőzetek csak kisebb-nagyobb foltokon bukkannak ki. Nagy területeket összefüggő kavicstakaró, illetve a kavicsok cementálódásával kialakult konglomerátum borít.

A két tájegység hozzávetőleges határán folyó Bódva helyenként több kilométeresre kiszélesedő árterén fiatal, többnyire finomszemű törmelékes üledékeket találunk. A földtani alapok fenti különbségéből adódóan a karszton inkább a mészkedvelő, a törmelékes üledékekkel borított térszínekre pedig a mészkerülő társulások telepedtek meg.

## Növényzete
A sajátos mikroklímájú mészkőszirteken számos kárpáti flóraelem is megtalálja életfeltételeit, mint például:
- erdélyi nyúlfarkfű (Sesleria heufleriana),
- korai szegfű (Dianthus praecox).

### Aggteleki-karszt
1. A száraz déli lejtők jellemző növénytársulásai és növényei:
- Sziklagyepek és lejtősztyeppek (például Cirsio-Brachypodion pinnati):
  - német szegfű (Dianthus plumarius ssp. praecox) – kárpáti flóraelem;
  - osztrák sárkányfű (Dracocephalum austriacum) – ez az utolsó élőhelye;
  - tornai vértő (Onosma tornense) – mint neve is mutatja, endemikus faj.

- Karszt-bokorerdők

2. A sziklás hegygerinceken:
- Hárs-kőris sziklai sztyepperdők:
  - Mérges sás (Carex brevicaulis),
- Kárpáti gyertyános-tölgyesek (Waldsteinio-Carpinetum)
  - Waldstein-pimpó (Waldsteinia geoides)

3. Az északi lejtőkön:
- Bükkösök.
- Gyertyános-tölgyesek:
  - Kakasmandikó (Erythronium dens-canis)

4. A völgyekben:
- Szurdokerdők
- Égerligetek
  - bókoló gyömbérgyökér (Geum rivale)

5. A fedett karszt kavicsos platóin (például a Béke-barlang közelében):
- Csarabos fenyér
  - kenyérbél cickafark (Achillea ptarmica)

## Cserehát
A savanyú kavicstakarón a fedett karsztnál említett csarabos fenyérek, valamint rekettyés-tölgyesek (Genisto pilosae-Quercetum petraeae) nőnek.